# Гетто в Дукоре
Гетто в Дуко́ре (июль 1941 — ноябрь 1941) — еврейское гетто, место принудительного переселения евреев поселка Дукора Пуховичского района Минской области и близлежащих населённых пунктов в процессе преследования и уничтожения евреев во время оккупации территории Белоруссии войсками нацистской Германии в период Второй мировой войны.

## Оккупация Дукоры и создание гетто
До прихода немецких войск в эвакуацию успели уйти только треть евреев поселка Дукора. 29 июня 1941 года Дукора была оккупирована.
Сразу после оккупации немецкая военная администрация зарегистрировала всех евреев в Дукоре и ближайших деревнях. Евреям запретили появляться без нашитых на верхнюю одежду желтых шестиконечных звезд. Евреев сразу же стали использовать на тяжелых и грязных принудительных работах — валка леса, разбор завалов, сбор сельхозпродукции, чистка тротуаров и туалетов. Еврейские дома были ограблены немецкими солдатами.
Реализуя нацистскую программу уничтожения евреев, немцы организовали в местечке гетто в октябре 1941 года. Всех евреев согнали в одно место и огородили общим забором их дома.

## Условия в гетто
Гетто в Дукоре занимало территорию улиц Смиловичская и Балочаная и охранялось полицейскими.
Евреев в гетто не кормили и не оказывали никакой медицинской помощи, узникам разрешали выходить для поисков еды.

## Уничтожение гетто
В ноябре (8 октября) 1941 года в деревню прибыло подразделение СС численностью около 100 человек, состоящее из литовцев из 2-го охранного батальона и немцев из 11-го полицейского резервного батальона. Вместе с местными немцами из охранной части они вывели всех евреев из домов, погнали их по мосту через реку Свислочь, и примерно в 300 метрах к юго-востоку от моста, у деревни Хоревичи (ныне улица Блажко в границах Дукоры) всех — 275 (около 400, 500—1000) человек — расстреляли из винтовок и автоматов. После расстрела немцы внимательно осмотрели тела в яме и добили раненых евреев. Расстрельную яму заставили выкопать заранее 15 жителям деревни, которые и закопали её после расстрела.
После «акции» (таким эвфемизмом нацисты называли организованные ими массовые убийства) эссесовцы уехали, а местные немцы продолжали выискивать и убивать сумевших убежать или спрятаться евреев.

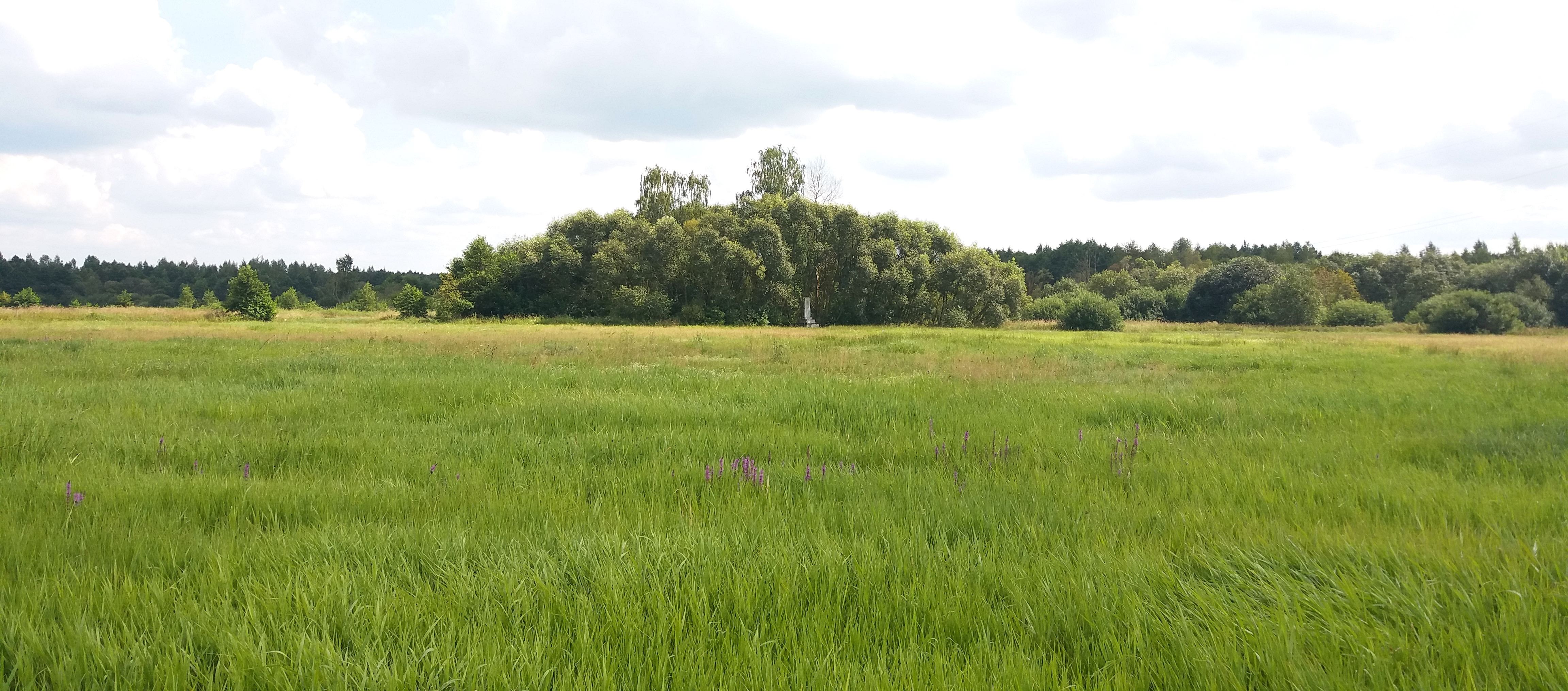
Вид на памятник евреям Дукоры

## Случаи спасения
По дороге на расстрел сбежали старый еврей по фамилии Кухель и с ним две девочки 6-8 лет. Недели две они прятались в лесу недалеко от деревни, но не выдержали и пришли в комендатуру сдаваться. Их повели расстреливать метрах в ста от комендатуры, одну девочку немец убил ударом лопаты по голове, а вторую застрелили при попытке убежать.
Еврей Шухман из деревни Ряжин прятался в доме тёщи и не был схвачен, а после ликвидации гетто ушел в партизаны и там погиб в бою.

## Память
После войны в Минске дукорские евреи собрали средства и примерно в конце 1940-х — начале 1960-х годов поставили памятник своим родным. Организовывал это председатель колхоза в Дукоре Абрам Моисеевич.
Памятник жертвам геноцида евреев в Дукоре находится на месте расстрела — за мостом через Свислочь между рекой и дорогой Смиловичи-Дукора-Руденск. Надпись на идише и русском языке гласит: «Светлая память будет всегда жить в сердцах советских людей о пятистах гражданах еврейского населения местечка Дукора, зверски погибших от рук немецких фашистов во время Великой Отечественной войны в октябре месяце 1941 г.».